# Nonant-le-Pin
Nonant-le-Pin era una comuna francesa que estaba situada en el departamento de Orne, de la región de Normandía, que el 1 de enero de 2025 pasó a formar parte de la comuna nueva de Merlerault-le-Pin como comuna delegada.

## Demografía
| Gráfica de evolución demográfica de Nonant-le-Pin entre 1800 y 2022 |
|                                                                     |

Los datos demográficos contemplados en este gráfico de la comuna de Nonant-le-Pin se han cogido de 1800 a 1999 de la página francesa EHESS/Cassini, y los demás datos de la página del INSEE.